# Öreälven
Öreälv er en cirka 190 kilometer lang elv i det sydlige Lappland og nordlige Ångermanland, og har et afvandingsområde på 3028.9 km².
Öreälven har sit udspring på Stöttingfjället vest for Lycksele og løber ned til Örträsksjön. Derefter slynger den sig kraftigt videre på sin vej til havet og munder ud Bottenhavet nedenfor byen Öre. Den er kendt som en god kanorute og byder på godt laksefiskeri, især mellem Bjurholm og Agnäs.
Nord for Örträsksjön kaldes Öreälv også for Örån.
Den 5. oktober 1919 indviedes Tallbergsbroen, verdens største, normalsporede jernbanebro af beton, som førte Stambanan genom övre Norrland over Öreälven. Den erstattede en ældre bro fra 1891. En ny bro indviedes i 1994, da den ældre var for nedslidt. Alle tre broer ligger der endnu

## Bifloder
fra kilderne til havet
- Bäverbäcken
- Granån
- Vargån
- Balån

## Eksterne kilder og henvisninger
1. ↑  Sveriges Meteorologiska och Hydrologiska Institut (SMHI) - Län och huvudavrinningsområden i Sverige Arkiveret 28. september 2018 hos  Wayback Machine
2. ↑  Almanack för alla. s. 21 1921

63°31′N 19°44′Ø / 63.517°N 19.733°Ø